# Johann Eduard Erdmann
Johann Eduard Erdmann, född 13 juni 1805 i Wolmar, Guvernementet Livland, död 12 juni 1892 i Halle, var en tysk filosof.
Erdmann blev professor i filosofi vid universitetet i Halle 1836. Han tillhörde Hegels skola. Bland hans verk inom filosofins område märks Leib und Seele (1837), Grundriss der Psychologie (1840) och de populärvetenskapliga Psychologische Briefe (1851). Mest betydelse fick dock Erdmann som filosofihistoriker med verk som Grundriss der Geschichte der Philosophie (4:e upplagan 1896) och Versuch einer wissenschaftlichen Darstellung der Geschichte der neueren Philosophie (1834–1853).
Erdmann räknas till högerhegelianerna.